# Gustaf Boije
Gustaf Reinhold Boije af Gennäs, född den 18 mars 1769 och död 16 februari 1836, var en svensk friherre och militär, kusin till Johan Ludvig Johansson Boije.
Boije gjorde sig känd för stor tapperhet i Gustaf III:s ryska krig men tog på grund av ackortstvist avsked 1802. 1805 gick han på nytt i svensk militär tjänst, och bevistade fälttågen i Pommern 1805 och 1807. Han blev därefter överste och överadjutant hos konungen och verkställde vid krigsutbrotten den ryktbara arresteringen av den ryske ministern Frans David Alopaeus. Vid gardesregemenas landstigningsförsök vid Helsinge hade Boije befälet. Han deltog även i de följande fälttågen och befordrades till generallöjtnant.
Boije, som alltid haft dåliga affärer, rymde 1825 ur landet, efterlämnade stora skulder och dog fattig i Finland.

## Biografi
Boije, föddes 18 mars 1769 i Vasa, som son till kaptenen Erik Ernst Boije och Hedvig Ulrika von Köhler.
Redan som ung officer fick Boije tillfälle att bevisa sin tapperhet i strid, då han som fänrik vid Östgöta infanteriregemente deltog i Gustav III:s ryska krig åren 1788−1790. Bland de drabbningar han då bevistade, nämnas bland annat slaget vid Kaipiais 1789 samt vid Valkeala 1790. Under slaget vid Valkeala sårades Boije och belönades för sin visade tapperhet med en utnämning till kapten i armén, en befordran, som snart följdes av ytterligare avancemang. Men redan 1802 som major sökte han avsked ur armén. 
Under tiden efter avskedet vistades Boije i utlandet, och blev vid återkomsten år 1803 utnämnd till överadjutant hos konungen med tjänstgöring vid pommerska fördelningen. När Gustav IV Adolf efter det pommerska krigets utbrott i november 1805, inträffade i Stralsund, organiserades en generalstab för den kombinerade armén, i vilken Boije insattes som generaladjutant av flygeln. Boije fick under följande år tjänst såsom konungens vakthavande adjutant på högkvarteret. När konungen återreste till Sverige i september 1806, så upplöstes generalstaben, men Boije hade redan några månader tidigare placerats vid det militära departementet av generalguvernörsämbetet i Pommern, och vid konungens återkomst till Pommern i maj 1807 fick han åter plats i den då på nytt organiserade generalstaben. Han var sedermera med vid belägringen av Stralsund och deltog i flera av besättningens utfall. Efter att ha anmärks för att ha uppträtt med särskild utmärkelse, så befordrades han till överste i armén.
I mars 1808, i tjänst som Gustav IV Adolfs personliga överadjutant erhöll Boije i uppdrag att arrestera, i hämnd för ryssarnas anfall utan krigsförklaring i Finland, den ryske ministern Alopaeus på konungens befall. Boije med en eskort av soldater skulle placera Alopaeus, hans hustru samt hela legationspersonalen under arrest. Men även efter Alopaeus arrest så kunde denne ändå fortsätta sända depescher till Ryssland innehållande uppgifter av betydande värde för den ryska krigföringen mot Sverige. Det är numera känt, att Boije handlat förrädiskt mot Sverige, då han låtit Alopaeus skicka dessa brev, något som stöds av det faktum att Boije år 1810, förlänades med den ryska S:t Annas orden i briljanter.
Efter konungens överresa till Åland i juni 1808 åtföljdes han av Boije, som till en början tjänstgjorde vid högkvarteret. När konungen i slutet av september igångsatte de kända landstigningsförsöken mot södra Finland, hade generaladjutanten Gustaf Olof Lagerbring fått befälet över den styrka, som skulle försöka en landstigning vid Helsinge. Lagerbring förklarade dock att försöket var omöjligt med hänsyn till landstigningskårens ringa styrka, varefter kungen fråntog honom befälet, som istället tilldelades Boije. Han kom därmed oförberedd att bli ledare för det misslyckade landningsförsöket, som slutade med att gardets rangregementen degraderades trots att dess reträtt genomfördes under tapper strid. Boije skrev en förklaring till de vidtagna operationerna men lyckades inte övertala konungen och avstod sedan inte från att kontrasignera den allmänna order som ledde till gardenas förnedring. Boije beskylldes för operationens misslyckande, åtnjutit allt fortfarande nådigt förtroende och fick såsom chef för tredje åländska brigaden under Georg von Döbeln delta i dennes operationer på Åland. Därpå kvarstod han som brigadchef i kustarmén och bevistade fälttåget i Västerbotten: under detsamma deltog han bland annat i slaget vid Sävar. Även de nya maktägandena tyckas ha get honom sin ynnest, i det att han dels utnämndes till generaladjutant hos Karl XIII och regementschef, dels erhöll det maktpåliggande uppdraget att med ryska delegerade utföra regleringen av den nya riksgränsen.
Under fälttåget i Tyskland (1813−1814) deltog Boije, som vid fälttågets början fick generalmajors värdighet. Han förde till en början befäl under von Döbeln över sjätte brigaden. Det var Boije, som fick leda det tåg mot Hamburg, vilket von Döbeln emot kronprins Karl Johans avsikter anbefallde och som förorsakade den bekanta krigsrättsdomen över den självrådige generalen. Han nyttjades under denna tid även i ministeriellt uppdrag för förhandlingar med ett danskt sändebud. Under fortsättningen av kriget förde Boije en så kallad "flygande kår" och bevistade slagen vid Grossbeeren, Dennewitz och Leipzig; när vapnen vändes mot Danmark, detacherades han med sin fördelning, i vilken ingick utom svenska även ryska, preussiska och hannoveranska trupper, att belägra fästningen Glückstadt och lyckades i januari 1814 intaga densamma. Till belöning för denna bragd konstituerades Boije av Karl Johan till generallöjtnant. Efter freden i Kiel avmarscherade Boije som chef för svenskarnas avantgarde mot franska gränsen och förde sedermera fördelningsbefäl vid Bryssel. Även sedan huvuddelen av den svenska armén hemtågat, kvarstannade Boije med sin division i Nederländerna i särskilt uppdrag samt anträdde slutligen hemmarschen via Rostock, överskeppades till Göteborg samt intågade i Norge. Här bevistade han träffningen vid Trögstad. Såsom svenskt ombud vid förhandlingarna med Preussen angående Pommerns avträdande fick Boije därpå det smärtsamma åliggandet att lösa de pommerska undersåtarna från deras trohetsed till den svenska kronan och synes härvid på ett värdigt sätt hava företrätt Sverige.
Efter återkomsten från Pommern ägnade sig Boije åt sitt regemente och, efter befordran till generalinspektör, åt inspektionsresor till en början i tredje, sedermera i första infanteriinspektionen. Hans framgångsrika bana skulle emellertid snart på ett uppseendeväckande sätt avbrytas. Hans ekonomi var i själva verket alldeles undergrävd. Sedan han trätt i nytt äktenskap, synes han ha haft hjälp av sin svärfar, men denne kunde inte i längden fortsätta härmed; Karl Johan torde även hava trätt hjälpande emellan, men hade inte kunnat hejda den annalkande ruinen och år 1825 rymde Boije, efter att på sannolikt ganska bedrägliga uppgifter hava förskaffat sig reskassa, till Hamburg, lämnande stora skulder efter sig. Kort därefter gjorde svärfadern konkurs, varefter även Boije kvarlämnade familj råkade i misär. Han själv, som slutligen överflyttat till Finland, framlevde sina återstående år i beroende av släktingars välvilja och i torftiga förhållanden. Han dog den 16 februari 1836 på Haga gård i Finland, en mycket fattig och skuldsatt man.